# Tracee Talavera
Tracee Talavera (São Francisco, 1 de setembro de 1966) é uma ex-ginasta, que competiu em provas de ginástica artística pelos Estados Unidos. Entre seus principais êxitos estão as medalhas de prata nos Jogos Olímpicos de Los Angeles e a de bronze, no Campeonato Mundial de Moscou, em 1981.